# Posto Penal
Posto Penal (port. für „Strafposten“) ist eine osttimoresische Aldeia im Sucos Comoro (Verwaltungsamt Dom Aleixo, Gemeinde Dili). 2015 lebten in Posto Penal 759 Menschen.

## Lage und Einrichtungen
Posto Penal liegt im Osten vom Suco Comoro. Der Teil südlich der Avenida de Hudi-Laran entspricht in etwa dem Osten des Stadtteils Aimutin 2 und wird vom Suco Bairro Pite umschlossen. Den Norden umfasst Posto Penal im Westen und Osten die Aldeia São José. Im Nordwesten liegen die Aldeias São Miguel und Aimutin.
In Posto Penal befinden sich die Kapelle Aimutin, die Kirche Bethel Kristus Gembala und die Universidade da Paz (UNPAZ).